# Парк Сармьенто (Кордова)
Парк Сармьенто (исп. Parque Sarmiento) — крупнейший общественный парк в Кордове, столице одноимённой провинции Аргентины.

## Описание

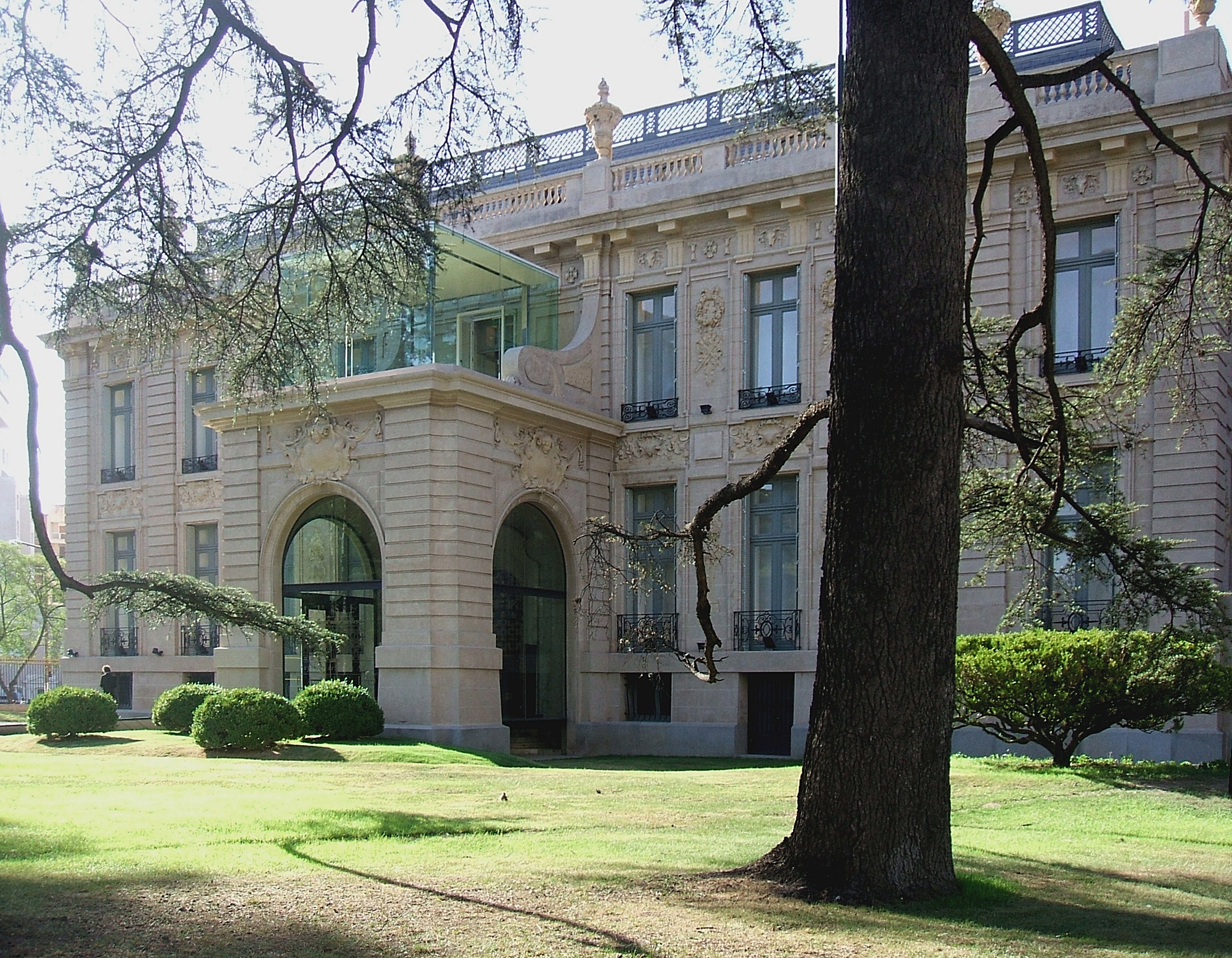
Дворец Феррейра, ныне Музей изобразительных искусств Эвита

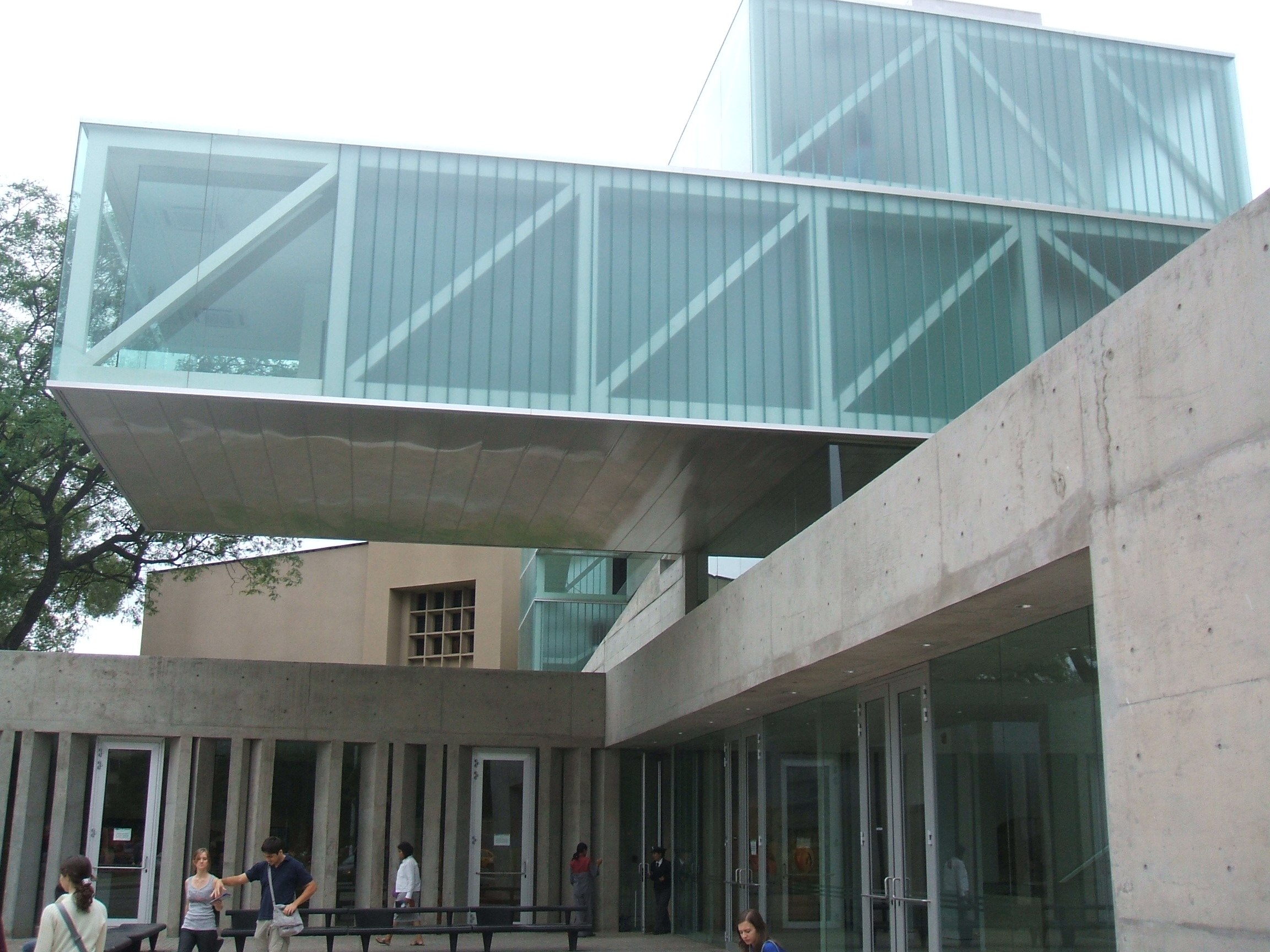
Музей изобразительных искусств Караффа

Развитие южных пригородов быстро растущей Кордовы в конце XIX века создало необходимость в обширном новом зелёном пространстве для этого района. Главный разработчик нового района Мигель Крисоль нанял в 1889 году для этих целей ландшафтного архитектора Шарля Тая. Сразу же по прибытии в Кордову Тай задумал разбить новый парк на возвышенности с видом на ручей Каньяда на западе и колониальный кампус Национального университета Кордовы на юге. Это был первый из его более чем десятка амбициозных проектов по городскому дизайну, которые Тай реализовал по всей Аргентине до своей смерти в 1934 году.
Работы начались в 1890 году на территории площадью в 17 гектаров, парк был открыт в 1911 году и назван в честь бывшего президента Аргентины Доминго Фаустино Сармьенто, известного своей активностью в развитии национальной системы образования, родившегося ровно сто лет назад до этого. Парк и его розарий быстро стали излюбленным местом отдыха для высшего общества Кордовы, а в 1912 году Хуан Феррейра купил прилегающую к парку землю для строительства своего особняка в стиле бозар, завершённого в 1916 году.
Вскоре в парке стали реализовываться и общественные проекты. Инициатива немецкого иммигранта Хосе Шерера привела к созданию на его территории городского зоопарка в 1915 году. В том же году местные меценаты открыли провинциальный музей изящных искусств (позднее переименованный в честь художника Эмилио Караффы) с видом на парк, а в 1918 году на его территории появились плавательный бассейн и амфитеатр.
К 2000 году парк Сармьенто страдал от двойной проблемы: чрезмерного использования и бюджетных ограничений. Однако дальнейшее общенациональное экономическое восстановление после кризиса привело к резкому изменению этой ситуации для парка. Зоопарк был вновь открыт в 2006 году после масштабной реконструкции, дворец Феррейра был приспособлен для создания Музея изобразительных искусств Эвиты в 2007 году, а существующему Музею изобразительных искусств Караффа было предоставлено новое крыло. Город также приветствовал создание новый Музей естественных наук в парке в 2007 году. В 2011 году на его территории был также открыт Маяк двухсотлетия.